# Geophilus persephones
Geophilus persephones är en mångfotingart som beskrevs av Foddai och Minelli 1999. Geophilus persephones ingår i släktet Geophilus och familjen storjordkrypare.
Artens utbredningsområde är Frankrike. Inga underarter finns listade i Catalogue of Life.